# Gerald Sensabaugh
Gerald Lind Sensabaugh, Jr. (Kingsport, 13 luglio 1983) è un ex giocatore di football americano statunitense che ha militato nel ruolo di safety per i Dallas Cowboys della National Football League. Fu scelto nel corso del quinto giro del Draft NFL 2005 dai Jacksonville Jaguars. Al college ha giocato a football a North Carolina e East Tennessee State University. È il cugino di Coty Sensabaugh dei Tennessee Titans.

## Carriera professionistica

### Jacksonville Jaguars
Sensabaugh fu scelto dai Jacksonville Jaguars nel corso del quinto giro (157º assoluto) del Draft 2005.
Sensabaugh giocò tutte le 16 gare stagionali nella sua stagione da rookie, di cui due da titolare. Sensabaugh giocò essenzialmente come riserva e come membro degli special team fino al 2008. Nel 2008, egli giocò 13 gare da titolare mettendo a segno 4 intercetti.
Sensabaugh fu arrestato per tre volte durante i suoi anni trascorsi coi Jaguars.

### Dallas Cowboys
Il 10 marzo 2009, Sensabaugh firmò un contratto annuale coi Dallas Cowboys. Nella stagione 2009, Gerald mise a segno 66 tackle totali e un intercetto, giocando come titolare tutte le gare della stagione tranne una.
Nella stagione 2010, Sensabaugh giocò tutte le 16 partite della stagione stagionale, 14 delle quali da titolare, con 71 tackle, 2 sack e 5 intercetti, il massimo in carriera
Nel 2011, Gerald giocò come titolare in tutte le 16 partite con un record in carriera di 75 tackle stagionali. Il 9 dicembre 2011, Sensabaugh ricevette un'estensione contrattuale quinquennale dai Cowboys.

## Statistiche
| Partite totali             | 95  |
| Partite totali da titolare | 71  |
| Tackle totali              | 353 |
| Intercetti fatti           | 14  |
| Fumble forzati             | 3   |